# Hipertensão ocular
Hipertensão ocular é uma pressão intra-ocular maior do que o normal na ausência de lesão ao nervo óptico ou perda do campo visual.